# پت بوردرز
پت بوردرز (انگلیسی: Pat Borders؛ زادهٔ ۱۴ مهٔ ۱۹۶۳) بازیکن بیس‌بال اهل ایالات متحده آمریکا بود.
از باشگاه‌هایی که در آن بازی کرده‌است می‌توان به سنت لوئیس کاردینالز اشاره کرد.
وی در مسابقات کشوری و بین‌المللی در مجموع برندهٔ ۱ مدال طلا شده‌است.